# .uk
.uk er et nationalt topdomæne der er reserveret til Storbritannien. Det blev første gang registret i juli 1985, syv måneder efter de oprindelige generiske topdomæner såsom .com og det første nationale topdomæne efter .us-
Pr.  april 2020, er det det femte mest populære topdomæne på verdensplan (efter .com, .cn, .de og .net), med cirka 12 millioner registreringer.
.uk er brugt OpenDNSSEC siden marts 2010.